# Handjery

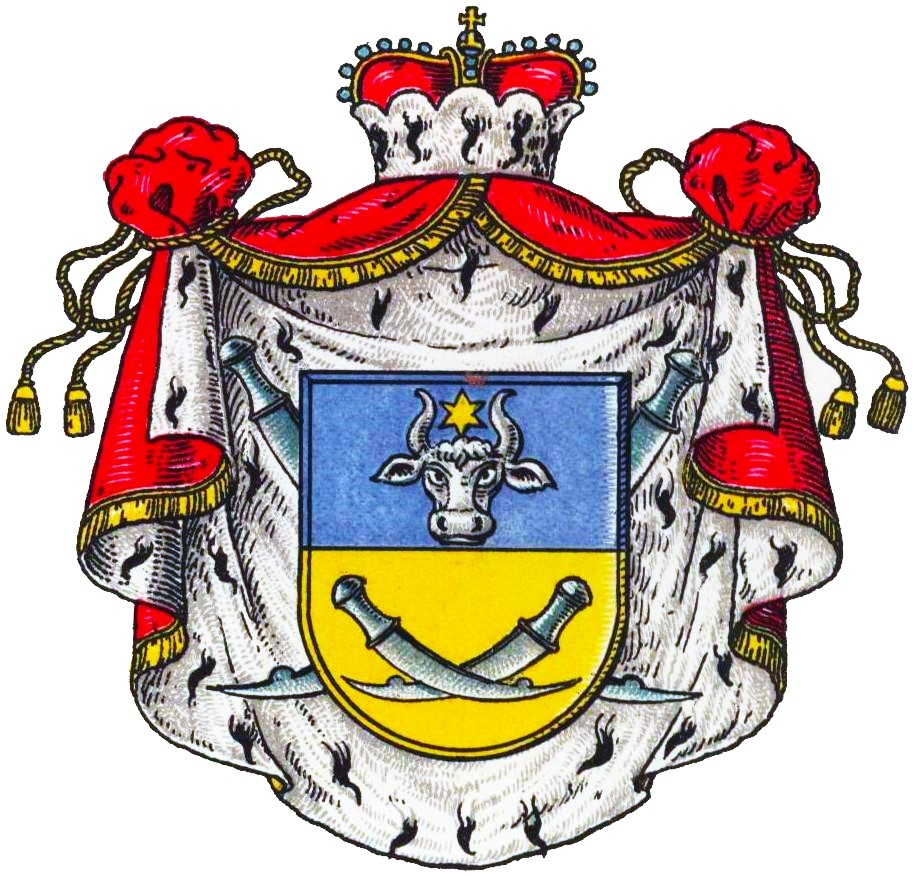
Wappen der Handjery im Wappenbuch des Westfälischen Adels

Handjery ist der Name eines preußischen Adelsgeschlechts.

## Geschichte

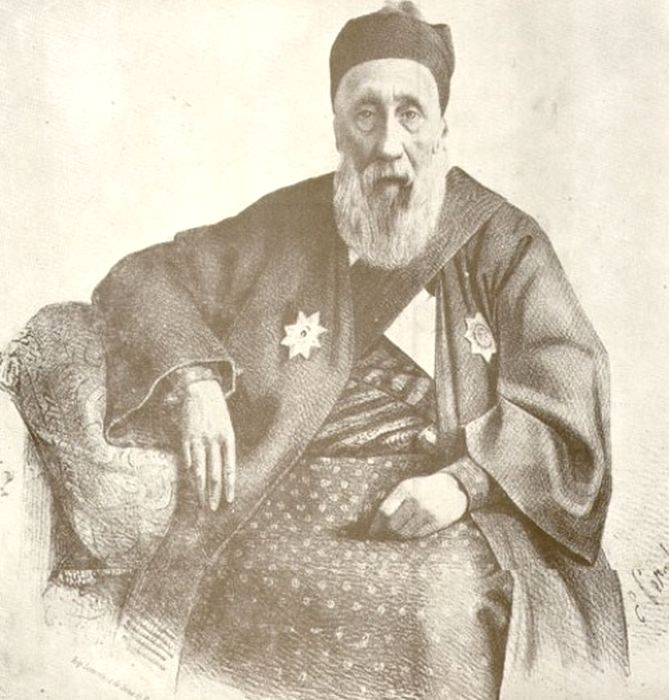
Alexander Hangerli

Stammvater des Geschlechts ist Alexander Hangerli (1760–1854), phanariotischer griechischer Dragoman des Osmanischen Reichs und kurzzeitig Fürst des Fürstentums Moldau. Während der Griechischen Revolution floh Hangerli zusammen mit seiner Familie, unter anderem seinen beiden Söhnen Gregorios und Telemachos, auf einem kleinen Schiff über das Schwarze Meer nach Odessa, wo ihm vom Gouverneur von Neurussland, Alexandre Langeron, Asyl gewährt wurde.
Sein zweiter Sohn, der russische Staatsbeamte Fürst Telemachos Handjery, heiratete die deutsch-baltische Adlige Caroline  von Glasenapp.

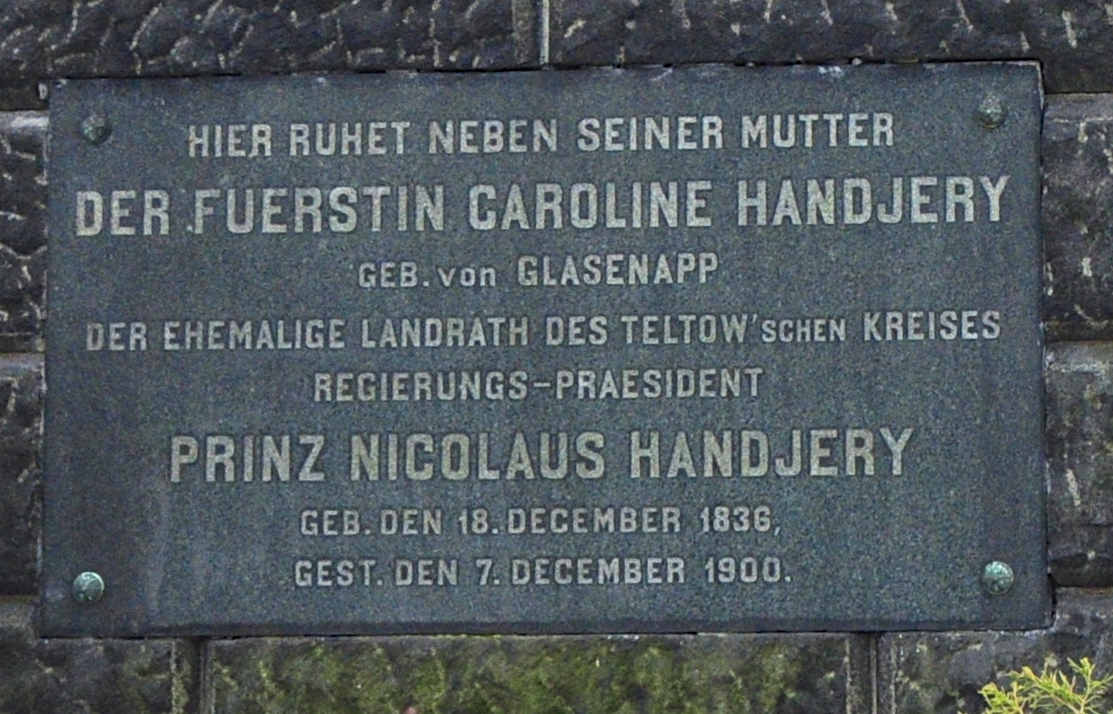
Grabplatte auf dem Alten St.-Matthäus-Kirchhof in Berlin-Schöneberg

Deren Sohn Nicolaus Prinz Handjery war ein deutscher Verwaltungsjurist und Politiker. Als Mitglied der Deutschkonservativen Partei war er von 1869 bis 1874 und von 1881 bis 1893 Mitglied des Reichstages sowie von 1870 bis 1876 und 1879 bis 1882 Abgeordneter im Preußischen Landtag. Der preußische Beamte war von 1870 bis 1885 Landrat des Kreises Teltow und anschließend bis 1895 Regierungspräsident von Liegnitz.
Die Familie besaß Güter in der Grafschaft Ravensberg.

## Namensträger
- Nicolaus Prinz Handjery (1836–1900), Verwaltungsjurist und Politiker, Mitglied des Reichstages

## Wappen
Blasonierung: Von Blau über Gold geteilt, oben ein silberner Ochsenkopf, zwischen dessen Hörnern ein goldener Stern schwebt, unten zwei gekreuzte eisenfarbige Handschars. Hinter dem Schild zwei ebensolche gekreuzte Handschars. Um das Ganze ein Hermelinmantel mit Fürstenhut.